# أسل طويل الأزهار
أسل طويل الأزهار (الاسم العلمي: Juncus longiflorus) نوع نباتي يتبع جنس الأسل وينتمي إلى الفصيلة الأسلية.